# 時空特警
《時空特警》（英語：Timecop）是一部1994年美國科幻動作片，由彼得·海姆斯執導和攝影，馬克·弗海頓撰寫劇本，該片改編自麥克·李察森創作、弗海頓執筆的同名漫畫，其漫畫出自黑馬漫畫的漫畫選集中的作品。由尚-克勞德·范·達美主演麥斯·華克（Max Walker），他在故事中是名隸屬於時空戰警署（TEC）的探員，時常透過時間旅行來抓取違反時間旅行規範的罪犯，同時也得揭穿一名邪惡政客的陰謀。其他主演包括朗·西佛、米亞·莎拉、布魯斯·麥吉爾及葛洛莉亞·魯本。
該片於1994年9月16日在美國上映，並在全球收穫1.01億美元的票房佳績，成為范·達美票房最高的主演電影；雖然《時空特警》在影評人間的評價好壞兩極，但之後成為了小眾粉絲間的邪典追捧，同時也被多數影評人認為這是范·達美最好的電影之一。續集《時空特警2》於2003年以DVD首映的方式發行。

## 劇情
1994年，時間旅行已被發明並用於非法目的上。美國聯邦政府批准成立了時空戰警署（The Time Enforcement Commission，簡稱），以用來監督時間旅行的使用，參議員亞倫·麥孔負責監督運營和融資。警察麥斯·華克已獲得的工作，但還不確定是否要接受。當他與妻子梅莉莎在家時，華克被數名不明人士襲擊，並在房屋被炸毀後，梅莉莎也為此死去。
十年之後（2004年），華克已是的老鳥，他的長官尤金·馬度沙將他送回1929年10月，以阻止他的前搭檔萊爾·艾特伍利用未來的知識從美國股市崩盤中獲利。兩人在對峙時，艾特伍承認為參議員麥孔工作，對方為了籌措即將舉行的總統競選資金而收買或威脅了多名時空戰警。由於擔心麥孔會回到過去殺死他的祖先，因此艾特伍試圖跳窗自殺，但及時被華克抓回了2004年。拒絕作證的華克被判處死刑並被送回了1929年，再次持續墜樓而亡。
華克被分配到了一名新搭檔——新人莎拉·費丁，他們一起被送回1994年調查麥孔。兩人目睹了年輕的麥孔和他的商業夥伴傑克·派克間的會面，麥孔因新型電腦晶片的交易談不攏而打算退出；但此時，他們被未來的麥孔現身打斷。未來的麥孔表示，他聲稱於2004年停止交易後，該晶片將變得有利可圖。此外，未來的麥孔還要求年輕的自己不要碰他，因相等的質量物不能待在同一個空間，說完便殺死了派克。華克打算逮捕麥孔和其手下未果，而讓雙方展開衝突。華克擊敗對方的手下們後，費丁背叛了華克，透露自己為麥孔工作；但麥孔拋棄了費丁並開槍打傷了她，之後自行逃回2004年。
華克回到總部後，發現未來產生了變化；其中，麥孔現在是電腦公司唯一的持有者，並藉由削減預算來關閉。華克認為費丁可能沒死且能藉此來指控麥孔，而要馬度沙協助他。馬度沙啟動時間機器來將華克送回過去，並在此過程中犧牲了自己。
在1994年，華克在醫院找到了費丁，對方也同意作證指控麥孔，但費丁卻在不久後遭麥孔的人謀殺。在醫院期間，華克於輸血室中得知妻子梅莉莎的血液檢驗報告指出，她已懷有身孕。為了不讓她不在當晚被殺害，華克找到梅莉莎並向她表白自己來自於未來。
當晚，年輕的華克回到家中，並像以前一樣受到襲擊，襲擊者都是麥孔的手下；但這次，多了未來華克的幫助。隨著麥孔手下的失敗，未來的麥孔現身並將梅莉莎作為人質，並打算用C4炸藥炸毀房子和未來的華克。麥孔透露，他派人殺死了年輕的華克，即使自己將在隨後的爆炸中死去，年輕的自己也會活下來並成為總統，但華克則會消失。但華克先前已將年輕的麥孔引誘到該房子中。在梅莉莎被麥孔開槍打傷後，華克將兩個麥孔推撞在一起，由於相等的質量物不能待在同一個空間，使得他們融合成一個液體，最後消失殆盡。
回到2004年，華克發現時間線恢復正常，隸屬於派克公司且正常運作，馬度沙和費丁都還活著，而麥孔則不復存在。華克回到家裡，發現梅莉莎還活著且和他們的兒子一起等著他。

## 演員
- 尚-克勞德·范·達美飾演麥斯·華克（Max Walker）：資深時空戰警和前警察，身手矯健，為了揭穿麥孔的陰謀而行動。
- 朗·西佛（英语：Ron Silver）飾演參議員亞倫·麥孔（Sen. Aaron McComb）：總統候選人，為了成為美國總統而非法使用時間旅行。
- 米亞·莎拉（英语：Mia Sara）飾演梅莉莎·華克（Melissa Walker）：麥斯·華克的妻子，於1994年過世。
- 布魯斯·麥吉爾飾演尤金·馬度沙主任（Com. Eugene Matuzak）：時空戰警署主任，華克的朋友。
- 葛洛莉亞·魯本（英语：Gloria Reuben）飾演莎拉·費丁（Sarah Fielding）：時空戰警新人，被選來與華克搭檔。
- 葛洛莉亞·貝利斯（英语：Scott Bellis）飾演雷吉（Ricky）：時空戰警署技術人員。
- 傑森·肖明（Jason Schombing）飾演萊爾·艾特伍（Lyle Atwood）：時空戰警和華克的前搭檔。
- 凱文·麥奈利（英语：Kevin McNulty (actor)）飾演傑克·派克（Jack Parker）：時空戰警署的公司持有者。

## 反響

### 評價
《時空特警》整體獲得的評價好壞兩極，大多被批評各種故事漏洞和不一致性。匯總媒體網站爛番茄根據42篇評論，新鮮度45%，平均得分5.2／10；該網站共識：「它不是《魔鬼終結者》，但對於那些願意停止疑惑和理性思考的人來說，《時空特警》帶來了有限的科幻動作賞賜。」。
影評人羅傑·伊伯特將該片稱為廉價版的《魔鬼終結者》。《華盛頓郵報》的理查·哈靈頓（Richard Harrington）說：「有一次，范·達美的口音比故事情節更容易理解。」《紐約時報》的大衛·理查茲（David Richards）不認同范·達美的演技和他以往的電影，但認為《時空特警》是「他至今最優等的成果」。
2010年11月，《時空特警》被列入於《娛樂周刊》的「被低估的電影」列表中，主要是因為范·達美的演出。

### 票房
在美國，《時空特警》於2228間戲院以1206萬美元位居首週票房冠軍，每間戲院約賺進5415美元。第二週，該片以817萬美元的票房再次奪冠。在海外市場上，共賺取了5700萬美元，加上美國本土的4500萬美元，使《時空特警》的全球總票房為1.01億美元；為此成為了范·達美票房最高的主演電影。

## 外部連結
- 互联网电影数据库（IMDb）上《時空特警》的资料（英文）
- AllMovie上《時空特警》的资料（英文）
- TCM电影资料库上《時空特警》的资料（英文）
- 爛番茄上《時空特警》的資料（英文）
- Box Office Mojo上《時空特警》的資料（英文）